# 八田直樹
八田直樹（1986年6月24日—），日本三重縣伊勢市出生的足球运动员，現效歷日職聯球隊磐田山葉，位置為守門員。

## 經歷
八田直樹曾是日本U-15代表必然正選守門員，而且表現相當活躍。在高校時期，他選擇加入鄰縣的磐田山葉青年隊。可是，當年還有比他大1歲的松井謙彌，所以並沒有太多出場機會。在加入的第3年，八田直樹終於成為青年隊的正選守門員，並帶領球隊奪得全日本青年錦標賽亞軍。

2005年，八田直樹簽下了職業球員合約，正式成為磐田山葉球員。然而，球隊擁有日本國家足球隊守門員川口能活，所以八田直樹未有得到出場機會。
2009年松井謙彌離隊，而川口能活在聯賽第26周對京都不死鳥的賽事中受傷，八田直樹臨危受命，擔起了球隊守護神。同年的天皇杯第3圈對鹿屋體育大學的賽事末段，八田直樹在撲救時受傷而血流滿面。面部縫上4針後，八田直樹便能返回球場。但是，在聯賽最後一輪對神戶勝利船的賽事之前，因感染新型流感而需要缺陣。
2010年，八田直樹把握了川口能活的時間，在上半季賽事成為正選守門員。而川口能活入選日本國家足球隊出戰2010南非世界盃期間，八田直樹仍是球隊正選守門員，直至川口能活復出。該季最後一輪聯賽，八田直樹被任命為正選守門員出戰大阪櫻花，不過卻落得2比6大敗的屈辱賽果。
2011年，川口能活出席了聯賽34場賽事，使得中八田直樹只能在3場杯賽賽事中上陣，值得興幸的是那3場賽事都為球隊帶來不失球的勝利。
2012年，川口能活跟腱斷裂，需要休養6個月，讓八田直樹在第3周對大阪飛腳的賽事中復任正選，直至這年天皇杯第3圈對鹿島鹿角的賽事中，因川口能活復出，返回後備席。
2013年，將與川口能活競逐守門員位置。

## 曾效力球隊
青年時期球隊
- 2002年 - 2004年 磐田山葉青年隊

職業球隊
- 2005年 - 磐田山葉

## 個人戰歷
| 年度   | 球隊     | 聯賽 | 球衣號碼 | 聯賽 | 聯賽 | 聯賽 | 聯賽 | 聯賽杯 | 聯賽杯 | 天皇杯 | 天皇杯 | 全年合計 | 全年合計 |
| 年度   | 球隊     | 聯賽 | 球衣號碼 | J1   | J1   | J2   | J2   | 聯賽杯 | 聯賽杯 | 天皇杯 | 天皇杯 | 全年合計 | 全年合計 |
| 年度   | 球隊     | 聯賽 | 球衣號碼 | 出場 | 得分 | 出場 | 得分 | 出場   | 得分   | 出場   | 得分   | 出場     | 得分     |
| ------ | -------- | ---- | -------- | ---- | ---- | ---- | ---- | ------ | ------ | ------ | ------ | -------- | -------- |
| 2006年 | 磐田山葉 | J1   | 30       | 0    | 0    | -    | -    | 0      | 0      | 0      | 0      | 0        | 0        |
| 2006年 | 磐田山葉 | J1   | 30       | 0    | 0    | -    | -    | 0      | 0      | 0      | 0      | 0        | 0        |
| 2007年 | 磐田山葉 | J1   | 30       | 0    | 0    | -    | -    | 0      | 0      | 0      | 0      | 0        | 0        |
| 2008年 | 磐田山葉 | J1   | 31       | 1    | 0    | -    | -    | 0      | 0      | 0      | 0      | 1        | 0        |
| 2009年 | 磐田山葉 | J1   | 31       | 8    | 0    | -    | -    | 2      | 0      | 3      | 0      | 13       | 0        |
| 2010年 | 磐田山葉 | J1   | 21       | 18   | 0    | -    | -    | 7      | 0      | 2      | 0      | 27       | 0        |
| 2011年 | 磐田山葉 | J1   | 21       | 0    | 0    | -    | -    | 2      | 0      | 1      | 0      | 3        | 0        |
| 2012年 | 磐田山葉 | J1   | 21       | 32   | 0    | -    | -    | 4      | 0      | 0      | 0      | 36       | 0        |
| 2013年 | 磐田山葉 | J1   | 21       |      |      | -    | -    |        |        |        |        |          |          |
| 总数   | 总数     | 总数 | 总数     | 59   | 0    | -    | -    | 15     | 0      | 6      | 0      | 80       | 0        |

## 初次紀錄
- 日職聯初出場：2008年7月20日 J1 對大分三神 於九州石油巨蛋(現 大分銀行巨蛋)